# Mistrovství světa v ledním hokeji 1967

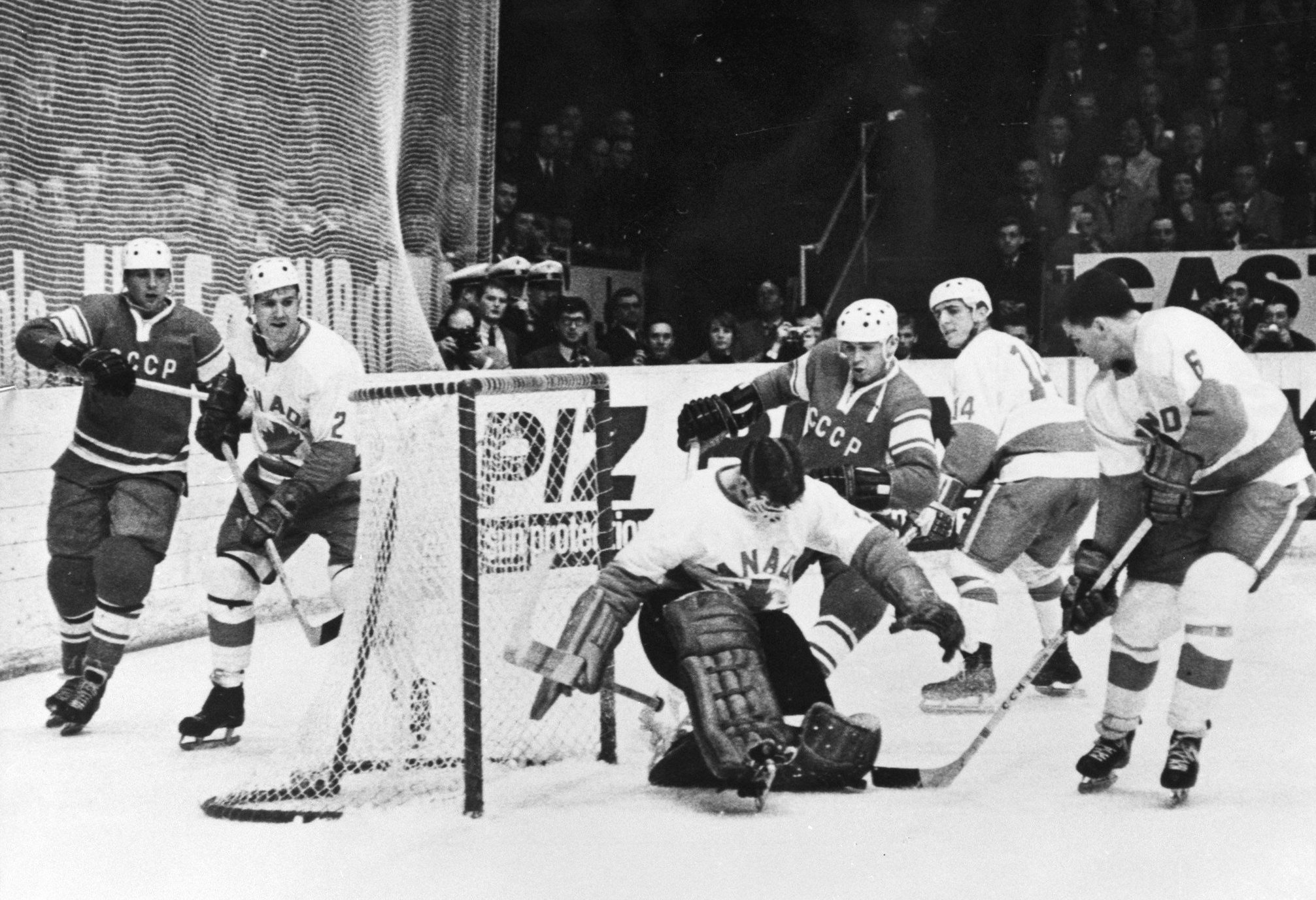
Fotografie ze zápasu SSSR – Kanada.

34. mistrovství světa  a 45. mistrovství Evropy v ledním hokeji probíhalo ve dnech 18. – 29. března 1967 ve Vídni v Rakousku.

## Herní systém
Ve Vídni se hrály tři skupiny, jednokolově, systémem každý s každým. Vítěz skupiny A se stal mistrem světa, poslední tým sestoupil do skupiny B. Podobný model platil i v nižších skupinách - první mužstvo v tabulce se posunulo o skupinu výše, poslední ze skupiny B klesl do skupiny C.
Současně s MS byly výsledky evropských mužstev ve skupině A započítány jako Mistrovství Evropy.

## Překvapení a postřehy
Nemilým šokem pro příznivce ČSSR byla prohra s Finy a fakt, že v soubojích s týmy silné čtyřky (SSSR, Švédsko, Kanada) vytěžili naši hráči jen dvě remízy. Sovětský svaz vyhrál turnaj bez ztráty jediného bodu a žádný ze soupeřů mu nedokázal v zápase dát víc než dvě branky.
Týmy USA a NDR se rozešly smírně, ovšem v tomto zápase nepadl ani jeden gól!
Rekordní výsledek: SSSR - Německo 16:1
Dvouciferné výsledky zaznamenali statistici na MS hned tři.
Nejslušnějším týmem mistrovství byli Finové, nejtrestanější Američané.
Největší dohady byly kolem vítězné branky SSSR v zápase s Kanadou - poražení tvrdili, že Staršinov dostal přihrávku přes dvě čáry, což odporovalo pravidlům. Světlo do této situace nevnesl ani opakovaný televizní záznam.

## Průběh šampionátu
Rozlosování turnaje proběhlo tak, že se nejdříve utkaly týmy papírově silné čtveřice (SSSR, ČSSR, Švédsko, Kanada) se soupeři, o kterých se předpokládalo, že zaujmou druhou polovinu tabulky. Československý tým si poradil s oběma německými výběry, ale po celkem jasném vítězství nad Američany přišla sprcha v podobě prohry s Finskem 1:3. Pro naše hráče a příznivce bylo toto sousto ještě víc hořké, když si uvědomíme, že Finy trénoval bývalý reprezentant Gustav Bubník. Tým postihla absence zraněného Jaroslava Holíka a především tragický výkon v první třetině, v neposlední řadě ale naprostá střelecká neschopnost.
Následovala taktická bitva s Kanadou, v níž jsme museli dotahovat vedení země javorového listu (a to Kanaďanům nebyl uznán ve druhé třetině gól pro postavení Cussona v brankovišti). V závěru měli naši hráči více sil, ale osobní trest pro Jaroslava Holíka jejich snahu přibrzdil natolik, že se už nedokázali prosadit. Starší z bratrů Holíků navíc netrefil ve vypjatém závěru opuštěnou kanadskou branku.
Porazit jsme nedokázali ani Švédy, ačkoliv jsme brilantní první třetinou dokázali, že se ještě chceme poprat o medaili. Nakonec jsme se ale museli moc snažit, abychom vydřeli remízu – postaral se o to necelé tři minuty před koncem Golonka.
Závěrečné utkání s dominující "sbornou" SSSR nám sice ještě mohlo přinést stříbro, ale Černyševův výběr po mírných komplikacích v utkání s Kanadou už žádné zdramatizování děje nepřipustil. Naše naděje trvala jen první třetinu, sice jsme vedli, ale pouhých 14 sekund, Jiřík potom na začátku třetí části hry ještě vyrovnal, ale to bylo pořád málo. Navíc favorit dvěma brankami v rozmezí dvou minut zápas definitivně rozhodl. Oba týmy předvedly pak hlavně v závěru hru plnou hrubých zákroků a prim v tomto směru hráli především Jaroslav Holík a Alexandr Ragulin. O naší porážce rozhodl také fakt, že jsme nedokázali využít pětiminutovou přesilovku při vyloučení Kuzkina.
Šampionát přinesl další pokles výkonnosti mužstva USA, které sice porazilo Švédy, ale nedokázalo si poradit s východoněmeckou reprezentaci. Ta navíc v duelu o bytí a nebytí vysoko přehrála své západní sousedy 8:1 a vybojovala si další právo setrvat v elitní skupině. Rozháraně působil i švédský výběr, který dostal od SSSR nelichotivý výprask 1:9. Hráči Tre Kronor si však spravili chuť vítězstvím nad Kanadou, které jim přineslo stříbrné medaile.

## Výsledky a tabulky
| 34. | Mistrovství světa | URS  | SWE | CAN  | TCH | USA | FIN | GDR  | GER  | V | R | P | Skóre | B  |
| 1.  | SSSR              | ***  | 9:1 | 2:1  | 4:2 | 7:2 | 8:2 | 12:0 | 16:1 | 7 | 0 | 0 | 58:9  | 14 |
| 2.  | Švédsko           | 1:9  | *** | 6:0  | 5:5 | 3:4 | 5:1 | 8:2  | 3:1  | 4 | 1 | 2 | 31:22 | 9  |
| 3.  | Kanada            | 1:2  | 0:6 | ***  | 1:1 | 2:1 | 5:1 | 6:3  | 13:1 | 4 | 1 | 2 | 28:15 | 9  |
| 4.  | ČSSR              | 2:4  | 5:5 | 1:1  | *** | 8:3 | 1:3 | 6:0  | 6:2  | 3 | 2 | 2 | 29:18 | 8  |
| 5.  | USA               | 2:7  | 4:3 | 1:2  | 3:8 | *** | 2:0 | 0:0  | 8:3  | 3 | 1 | 3 | 20:23 | 7  |
| 6.  | Finsko            | 2:8  | 1:5 | 1:5  | 3:1 | 0:2 | *** | 5:1  | 2:2  | 2 | 1 | 4 | 14:24 | 5  |
| 7.  | NDR               | 0:12 | 2:8 | 3:6  | 0:6 | 0:0 | 1:5 | ***  | 8:1  | 1 | 1 | 5 | 14:38 | 3  |
| 8.  | SRN               | 1:16 | 1:3 | 1:13 | 2:6 | 3:8 | 2:2 | 1:8  | ***  | 0 | 1 | 6 | 11:56 | 1  |

| 45. | Mistrovství Evropy |
| 1.  | SSSR               |
| 2.  | Švédsko            |
| 3.  | ČSSR               |
| 4.  | Finsko             |
| 5.  | NDR                |
| 6.  | SRN                |

- Titul mistra Evropy do 1970 získalo evr. mužstvo, které se umístilo nejlépe v konečné tabulce MS.

 SSSR –  Finsko 8:2 (2:0, 3:1, 3:1)
18. března 1967 (10:00) – Vídeň (Wiener Stadthalle)

Branky SSSR: 1:04 Alexandr Almetov, 9:04 Vjačeslav Staršinov, 28:52 Viktor Kuzkin, 29:48 Viktor Polupanov, 34:41 Anatolij Firsov, 40:44 Anatolij Firsov, 45:21 Alexandr Almetov, 52:03 Viktor Jaroslavcev.

Branky Finska: 43:41 Pekka Kuusisto, 28:18 Lasse Oksanen.

Rozhodčí: Zdeněk Kořínek (TCH), Rudolf Baťa (TCH)

Vyloučení: 4:4
SSSR: Konovalenko (Zinger) – Kuzkin, Davydov, Ragulin, Ivanov, Nikitin, Zajcev – Jakušev, Alexandr Almetov, Alexandrov – Jaroslavcev, Staršinov, Majorov – Vikulov, Polupanov, Firsov.
Finsko: Lahtinen – Numminen, Marjamäki, Kuusisto, Määttänen – Vehmanen, Wahlsten, Esa Peltonen – Oksanen, Jorma Peltonen, Hakanen – Reunamäki, Kilpiö, Keinonen – Mesikämmen.
 Československo –  SRN 6:2 (3:0, 1:2, 2:0)
18. března 1967 (14:00) – Vídeň (Wiener Stadthalle)

Branky a nahrávky Československa: 1:09 Jan Havel (Jozef Golonka), 12:46 Jozef Golonka (Jan Havel), 18:20 Jan Havel (Jozef Golonka), 34:19 Ivan Grandtner (Václav Nedomanský), 50:41 Stanislav Prýl, 53:38 Jiří Holík (Jaroslav Holík).

Branky SRN: 26:07 Peter Lax, 29:05 Will Leitner.

Rozhodčí: Olle Viking (SWE), Ove Dahlberg (SWE)

Vyloučení: 2:3 (1:1)
ČSSR: Vladimír Nadrchal – František Tikal, Oldřich Machač, František Pospíšil, Ladislav Šmíd, Jan Suchý – Ivan Grandtner, Václav Nedomanský, Josef Černý – Stanislav Prýl, Jaroslav Holík, Jiří Holík – Jan Havel, Jozef Golonka, Jiří Kochta.
SRN: Heinz Schmengler – Heinz Bader, Rudolf Thanner, Horst Röss, Leonard Waitl – Peter Lax, Kurt Schloder, Josef Reif – Lorenz Funk, Horst Ludwig, Alois Schloder – Bernd Kuhn, Heinz Weissenbach, Will Leitner.
 Švédsko –  USA 3:4 (2:2, 1:1, 0:1)
18. března 1967 (17:00) – Vídeň (Wiener Stadthalle)

Branky Švédska: 3:54 Nils Johansson, 18:41 Roland Stoltz, 24:53 Nisse Nilsson.

Branky USA: 15:12 Terry Casey, 16:41 Len Lilyholm, 29:16 Tom Hurley, 49:22 Martin Howe.

Rozhodčí: Dutch van Deelen (CAN), Nikolaj Snětkov (URS)

Vyloučení: 11:7
Švédsko: Holmqvist – Stoltz, Nils Johansson, Blomé, Carlsson, Määttä, Nordlander – Pettersson, Nisse Nilsson, Öberg – Stig-Göran Johansson, Sterner, Palmqvist – Lindberg, Henriksson, Lars-Göran Nilsson.
USA: Wetzel – Ross, Howe, Curie, Brooks – Falkman, Tschida, Lillyholm – Naslund, Casey, Cunnif – Miller, Hurley, Melnychuk – Woog, Metzen.
 Kanada –  NDR 6:3 (2:1, 2:0, 2:2)
18. března 1967 (15:00) – Vídeň (Donaupark-WIG Halle)

Branky Kanady: 0:37 Marshall Johnson, 18:01 Bill MacMillan, 21:46 Adolfo Tambellini, 36:42 Morris Mott, 41:36 Ted Hargreaves, 45:02 Adolfo Tambellini.

Branky NDR: 13:50 Dieter Kratzsch, 40:09 Bernd Karrenbauer, 52:46 Bernd Hiller.

Rozhodčí: Daily (USA), Hans-Rudolf Braun (SUI)

Vyloučení: 3:2
Kanada: Martin – O‘Malley, Conlin, McKenzie, Bownass, Brewer – Johnston, Huck, Mott – Begg, Dineen, Cusson – McMillan, Bourbonais, Tambellini – Hargreaves.
NDR: Kolbe – Buder, Novy, Plotka, Voigt – Noack, Poindl, Franke – Kratzsch, Fuchs, Prusa – Hiller, Ziesche, Karrenbauer.
 Kanada –  Finsko 5:1 (2:1, 1:0, 2:0)
19. března 1967 (17:00) – Vídeň (Wiener Stadthalle)

Branky Kanady: 11:29 Fran Huck, 15:11 Adolfo Tambellini, 36:30 Jean Cusson, 45:05 Adolfo Tambellini, 51:44 Roger Bourbonnai.

Branky Finska: 4:49 Reijo Hakanen.

Rozhodčí: Zdeněk Kořínek (TCH), Rudolf Baťa (TCH)

Vyloučení: 9:6
Kanada: Martin – O‘Malley, Conlin, McKenzie, Bownass, Begg, Brewer – Johnston, Huck, Mott – Tambellini, Bourbonais, Cusson - McMillan, Dineen, Hargreaves.
Finsko: Lahtinen – Määttänen, Kuusisto, Numminen, Marjamäki – Vehmanen, Oksanen, Hakanen - Reunamäki, Esa Peltonen, Wahlsten – Mesikämmen, Keinonen, Kilpiö.
 SSSR –  USA 7:2 (3:0, 2:0, 2:2)
19. března 1967 (14:00) – Vídeň (Wiener Stadthalle)

Branky SSSR: 3:33 Venjamin Alexandrov, 6:23 Venjamin Alexandrov, 15:25 Alexandr Ragulin, 34:19 Alexandr Almetov, 37:44 Vladimir Vikulov, 55:01 Alexandr Ragulin, 58:10 Vjačeslav Staršinov.

Branky USA: 51:31 Donald Ross, 53:01 Doug Woog.

Rozhodčí: Ove Dahlberg (SWE), Hans-Rudof Braun (SUI)

Vyloučení: 6:7 + Martin Howe (USA) na 10 minut.
SSSR: Konovalenko – Ragulin, Ivanov, Kuzkin, Davydov, Nikitin, Zajcev – Jakušev, Alexandr Almetov, Alexandrov – Jaroslavcev, Staršinov, Majorov – Vikulov, Polupanov, Firsov.
USA: Wetzel – Ross, Howe, Curie, Brooks – Lillyholm, Tschida, Falkman - Miller, Hurley, Melnychuk - Naslund, Casey, Woog.
 Československo –  NDR 6:0 (3:0, 2:0, 1:0)
20. března 1967 (14:00) – Vídeň (Wiener Stadthalle)

Branky a nahrávky Československa: 2:20 Stanislav Prýl (Jaroslav Holík), 17:43 Jan Havel (Jan Suchý, František Tikal), 19:10 Jaroslav Holík (Jaroslav Jiřík, Jiří Holík), 24:16 Jan Havel (Jozef Golonka, František Pospíšil), 31:45 Jozef Golonka (Jan Havel), 45:31 Jan Suchý.

Rozhodčí: Dutch van Deelen (CAN), Daily (USA)

Vyloučení: 4:7 (2:0)
ČSSR: Jiří Holeček – Jan Suchý, František Tikal, Oldřich Machač, František Pospíšil – Ivan Grandtner, Václav Nedomanský, Josef Černý – Stanislav Prýl, Jaroslav Holík, Jiří Holík – Jan Havel, Jozef Golonka, Jaroslav Jiřík – Jiří Kochta.
NDR: Peter Kolbe (Klaus Hirche) – Helmut Novy, Manfred Buder, Jürgen Schmutzler, Dieter Voigt – Bernd Hiller, Joachim Ziesche, Bernd Karrenbauer - Dieter Kratzsch, Lothar Fuchs, Peter Prusa – Rainer Tudyka, Bernd Poindl, Rudiger Noack – Wolfgang Plotka, Joachim Franke.
 Švédsko –  SRN 3:1 (0:0, 1:0, 2:1)
20. března 1967 (20:30) – Vídeň (Wiener Stadthalle)

Branky Švédska: 20:48 Lars-Göran Nilsson, 47:58 Carl-Göran Öberg, 58:41 Carl-Göran Öberg.

Branky SRN: Peter Lax.

Rozhodčí: Anatolij Seglin (URS), Nikolaj Snětkov (URS)

Vyloučení: 5:6 + Ulf Sterner (SWE) na min. a Lars-Göran Nilsson (SWE) na 10 minut.
Švédsko: Holmqvist – Stoltz, Nordlander, Määttä, Blomé – Stig-Göran Johansson, Nisse Nilsson, Öberg – Bengtsson, Sterner, Palmqvist – Lindberg, Henriksson, Lars-Göran Nilsson.
SRN: Schmengler – Rös, Waitl, Bader, Thanner – Alois Schloder, Kuhn, Weissenbach – Reif, Funk, Ludwig – Meindel, Lax, Kurt Schloder - Leitner.
 SSSR –  NDR 12:0 (3:0, 4:0, 5:0)
21. března 1967 (10:00) – Vídeň (Wiener Stadthalle)

Branky SSSR: 3:33 Viktor Polupanov, 8:56 Vladimir Vikulov, 10:43 Vjačeslav Staršinov, 22:01 Viktor Polupanov, 27:07 Viktor Polupanov, 27:31 Anatolij Firsov, 35:47 Alexandr Jakušev, 45:47 Venjamin Alexandrov, 49:54 Anatolij Firsov, 52:01 Boris Majorov, 53:35 Viktor Polupanov, 55:11 Alexandr Almetov.

Rozhodčí: Olle Viking (SWE), Ove Dahlberg (SWE)

Vyloučení: 3:5
SSSR: Zinger – Ivanov, Ragulin, Kuzkin, Davydov, Nikitin, Zajcev – Viktor Jakušev, Alexandr Almetov, Alexandrov – Alexandr Jakušev, Staršinov, Majorov – Vikulov, Polupanov, Firsov.
NDR: Hirche – Buder, Novy, Plotka, Schmutzler, Voigt – Hiller, Ziesche, Karrenbauer - Kratzsch, Fuchs, Prusa – Noack, Poindl, Franke – Tudyka.
 Finsko –  Švédsko 1:5 (1:0, 0:3, 0:2)
21. března 1967 (14:00) – Vídeň (Wiener Stadthalle)

Branky Finska: 15:47 Pekka Kuusisto.

Branky Švédska: 28:36 Ulf Sterner, 36:11 Carl-Göran Öberg, 39:00 Hans Lindberg, 55:07 Folke Bengtsson, 55:39 Ulf Sterner.

Rozhodčí: Zdeněk Kořínek (TCH), Rudolf Baťa (TCH)

Vyloučení: 3:6
Finsko: Ylönen – Numminen, Marjamäki, Määttänen, Kuusisto – Reunamäki, Kilpiö, Keinonen - Vehmanen, Wahlsten, Esa Peltonen – Hakanen, Jorma Peltonen, Oksanen – Kari Johansson, Mesikämmen.
Švédsko: Holmqvist – Stoltz, Nordlander, Nils Johansson, Määttä, Blomé, Carlsson – Öberg, Nisse Nilsson, Bengtsson – Stig-Göran Johansson, Sterner, Lindberg – Palmqvist, Henriksson, Lars-Göran Nilsson – Pettersson.
 Kanada –  SRN 13:1 (5:0, 3:0, 5:1)
21. března 1967 (17:00) – Vídeň (Wiener Stadthalle)

Branky Kanady: 1:03 Roger Bourbonnais, 8:50 Carl Brewer, 12:19 Jean Cusson, 13:05 Marshall Johnson, 16:55 Bill MacMillan, 23:31 Jean Cusson, 36:18 Ted Hargreaves, 37:44 Fran Huck, 42:11 Fran Huck, 44:49 Gary Dineen, 45:06 Adolfo Tambellini, 46:10 Morris Mott, 51:01 Fran Huck.

Branky SRN: 51:45 Kurt Schloder.

Rozhodčí: Daily (USA), Hans-Rudolf Braun (SUI)

Vyloučení: 14:6
Kanada: Stephenson – Conlin, Brewer, McKenzie, Bownass, O‘Malley, Begg – Johnston, Huck, McMillan - Dineen, Cusson, Hargreaves – Tambellini, Bourbonais, Mott.
SRN: Knauss – Rös, Waitl, Bader, Thanner – Lax, Kurt Schloder, Reif – Funk, Ludwig, Alois Schloder – Kuhn, Weissenbach, Leitner – Hanig, Meindel.
 Československo –  USA 8:3 (3:0, 1:2, 4:1)
21. března 1967 (20:30) – Vídeň (Wiener Stadthalle)

Branky a nahrávky Československa: 6:05 Josef Černý (Václav Nedomanský), 14:33 Jiří Holík (Jan Suchý), 19:12 Jan Havel (Jan Havel), 25:51 Jaroslav Jiřík, 42:42 Stanislav Prýl (Jaroslav Holík, Jaroslav Jiřík), 46:48 Jaroslav Holík (Jiří Holík), 49:45 Jaroslav Jiřík (František Tikal, Jozef Golonka), 57:31 Oldřich Machač (Jaroslav Holík).

Branky a nahrávky USA: 20:44 Craig Falkman (Len Lilyholm, Herb Brooks), 32:16 Donald Ross (Martin Howe, Marsh Tschida), 44:14 Martin Howe.

Rozhodčí: Dutch Van Deelen (CAN), Nikolaj Snětkov (URS)

Vyloučení: 9:8 (2:1, 3:0) + Václav Nedomanský (TCH) a Marsh Tschida (USA) na 10 minut.
ČSSR: Vladimír Nadrchal – Jan Suchý, Ladislav Šmíd, František Tikal, Oldřich Machač, František Pospíšil – Jan Havel, Jozef Golonka, Jaroslav Jiřík – Stanislav Prýl, Jaroslav Holík, Jiří Holík – Ivan Grandtner, Václav Nedomanský, Josef Černý.
USA: Carl Wetzel – Jack Curie, Donald Ross, Herb Brooks, Martin Howe – Len Lilyholm, Marsh Tschida, Craig Falkman - Art Miller, Tom Hurley, Jerry Melnychuk - Ron Naslund, Terry Casey, Doug Woog - David Metzen.
 Československo –  Finsko 1:3 (0:3, 1:0, 0:0)
23. března 1967 (10:00) – Vídeň (Wiener Stadthalle)

Branky a nahrávky Československa: 20:13 Jozef Golonka (Jaroslav Jiřík).

Branky a nahrávky Finska: 12:51 Pekka Kuusisto, 15:36 Juhani Wahlsten (Matti Reunamäki), 18:33 Juhani Wahlsten (Matti Reunamäki).

Rozhodčí: Daily (USA), Dutch van Deelen (CAN)

Vyloučení: 5:6 (0:1)
ČSSR: Vladimír Nadrchal (15:36 Jiří Holeček) – Jan Suchý, František Tikal, Oldřich Machač, František Pospíšil – Ivan Grandtner, Václav Nedomanský, Josef Černý – Jan Havel, Jozef Golonka, Jaroslav Jiřík – Stanislav Prýl, Jiří Kochta, Jiří Holík – Jan Hrbatý.
Finsko: Urpo Ylönen – Kalevi Numminen, Pekka Marjamäki, Pekka Kuusisto, Ilkka Mesikämmen – Mattti Harju, Raimo Kilpiö, Matti Keinonen – Matti Reunamäki, Juhani Wahlsten, Esa Peltonen - Lasse Oksanen, Jorma Peltonen, Reijo Hakanen – Raimo Määttänen, Kari Johansson.
 NDR –  Švédsko 2:8 (1:2, 1:5, 0:1)
23. března 1967 (14:00) – Vídeň (Wiener Stadthalle)

Branky NDR: 6:09 Dieter Kratzsch, 37:23 Rudiger Noack.

Branky Švédska: 12:42 Ronald Pettersson, 14:17 Arne Carlsson, 26:10 Folke Bengtsson, 27:03 Björn Palmqvist, 28:28 Hans Lindberg, 33:45 Hans Lindberg, 36:06 Folke Bengtsson, 49:14 Björn Palmqvist.

Rozhodčí: Zdeněk Kořínek (TCH), Rudolf Baťa (TCH)

Vyloučení: 2:4
NDR: Hirche (Kolbe) – Buder, Novy, Plotka, Voigt – Hiller, Ziesche, Karrenbauer – Kratzsch, Fuchs, Prusa – Noack, Poindl, Franke.
Švédsko: Svensson – Stoltz, Nils Johansson, Määttä, Blomé, Carlsson – Pettersson, Nisse Nilsson, Öberg – Bengtsson, Sterner, Palmqvist – Lindberg, Stig-Göran Johansson, Lars-Göran Nilsson – Henriksson.
 SSSR –  SRN 16:1 (3:1, 7:0, 6:0)
23. března 1967 (17:00) – Vídeň (Wiener Stadthalle)

Branky SSSR: 1:38 Viktor Kuzkin, 2:51 Viktor Polupanov, 8:40 Venjamin Alexandrov, 21:33 Viktor Polupanov, 21:57 Vladimir Vikulov, 26:33 Vladimir Vikulov, 26:46 Anatolij Firsov, 31:47 Viktor Polupanov, 32:58 Venjamin Alexandrov, 38:05 Venjamin Alexandrov, 40:11 Viktor Polupanov, 41:44 Venjamin Alexandrov, 43:30 Boris Majorov, 46:06 Anatolij Firsov, 49:38 Anatolij Firsov, 55:57 Alexandr Almetov.

Branky SRN: 14:02 Kurt Schloder.

Rozhodčí: Olle Viking (SWE), Willy Valentin (AUT)

Vyloučení: 2:3 + Boris Majorov (URS) na 5 minut.
SSSR: Konovalenko (Zinger) – Ragulin, Ivanov, Kuzkin, Davydov, Nikitin, Zajcev – Viktor Jakušev, Alexandr Almetov, Alexandrov – Jaroslavcev, Staršinov, Majorov – Vikulov, Polupanov, Firsov.
SRN: Knauss (Schmengler) – Rös, Waitl, Bader, Thanner – Lax, Kurt Schloder, Reis – Funk, Ludwig, Alois Schloder – Kuhn, Weissenbach, Leitner.
 USA –  Kanada 1:2 (0:0, 1:0, 0:2)
23. března 1967 (20:30) – Vídeň (Wiener Stadthalle)

Branky USA: 23:37 Craig Falkman.

Branky Kanady: 40:39 Morris Mott, 52:17 Morris Mott.

Rozhodčí: Anatolij Seglin (URS), Nikolaj Snětkov (URS)

Vyloučení: 2:4
USA: Wetzel – Howe, Ross, Curie, Brooks – Falkman, Tschida, Lillyholm - Miller, Hurley, Melnychuck - Woog, Casey, Naslund – Cunniff, Metzen.
Kanada: Martin – Begg, Brewer, McKenzie, Bownass, O’Malley – Johnston, Huck, Mott – McMillan, Dineen, Cusson –Tambellini, Bourbonais, Hargreaves – Cadieux.
 NDR –  USA 0:0
25. března 1967 (10:00) – Vídeň (Wiener Stadthalle)

Rozhodčí: Rudolf Baťa (TCH), Zdeněk Kořínek (TCH)

Vyloučení: 5:4 + Martin Howe (USA) na 10 minut.
NDR: Kolbe – Plotka, Voigt, Novy, Buder – Karrenbauer, Ziesche, Hiller – Kratzsch, Fuchs, Braun – Prusa, Poindl, Noack – Franke, Tudyka.
USA: Wetzel – Curie, Brooks, Howe, Ross – Lillyholm, Tschida, Falkman - Miller, Hurley, Melnychuk - Naslund, Casey, Woog.
 Finsko –  SRN 2:2 (1:0, 1:2, 0:0)
25. března 1967 (14:00) – Vídeň (Wiener Stadthalle)

Branky Finska: 0:33 Jorma Peltonen, 39:49 Pekka Marjamäki.

Branky SRN: 22:59 Kurt Schloder, 37:06 Horst Ludwig.

Rozhodčí: Olle Viking (SWE), Hans-Rudolf Braun (SUI)

Vyloučení: 1:5
Finsko: Ylönen – Kuusisto, Mesikämmen, Numminen, Marjamäki – Jorma Peltonen, Hakanen, Oksanen – Esa Peltonen, Wahlsten, Reunamäki – Harju, Kilpiö, Keinonen.
SRN: Knauss – Rös, Waitl, Bader, Thanner, Meindel – Lax, Kurt Schloder, Reis – Funk, Ludwig, Alois Schloder – Kuhn, Weissenbach, Leitner.
 SSSR –  Švédsko 9:1 (3:0, 3:1, 3:0)
25. března 1967 (17:00) – Vídeň (Wiener Stadthalle)

Branky SSSR: 3:09 Alexandr Almetov, 7:54 Viktor Polupanov, 15:59 Anatolij Firsov, 24:45 Viktor Jakušev, 33:35 Alexandr Almetov, 37:13 Alexandr Almetov, 42:54 Vladimir Vikulov, 47:14 Anatolij Firsov, 57:12 Vladimir Vikulov.

Branky Švédska: 39:00 Gert Blomé.

Rozhodčí: Dutch van Deelen (CAN), Jan Wycisk (POL)

Vyloučení: 2:2
SSSR: Konovalenko – Nikitin, Zajcev, Ivanov, Ragulin, Kuzkin, Davydov – Vikulov, Polupanov, Firsov – Jaroslavcev, Staršinov, Majorov – Viktor Jakušev, Alexandr Almetov, Alexandrov.
Švédsko: Holmqvist – Stoltz, Nils Johansson, Blomé, Carlsson – Määttä, Nisse Nilsson, Öberg – Bengtsson, Sterner, Palmqvist – Lindberg, Stig-Göran Johansson, Lars-Göran Nilsson.
 Československo –  Kanada 1:1 (0:0, 0:1, 1:0)
25. března 1967(20:30) – Vídeň (Wiener Stadthalle)

Branky a nahrávky Československa: 46:34 Jaroslav Jiřík (Jan Havel).

Branky Kanady: 35:54 Bill MacMillan.

Rozhodčí: Daily (USA), Ove Dahlberg (SWE)

Vyloučení: 5:3 (0:0) + Jaroslav Holík (TCH) na 10 minut.
ČSSR: Jiří Holeček – Jan Suchý, František Tikal, Oldřich Machač, František Pospíšil – Jan Havel, Jozef Golonka, Jaroslav Jiřík – Jan Hrbatý, Jaroslav Holík, Jiří Holík – Stanislav Prýl, Václav Nedomanský, Josef Černý – Jiří Kochta.
Kanada: Seth Martin – Jack Bownass, Barry McKenzie, Carl Brewer, Paul Conlin, Terry O'Malley, Gary Begg – Adolfo Tambellini, Roger Bourbonnais, Ted Hargreaves – Bill MacMillan, Gary Dineen, Jean Cusson – Marshall Johnson, Fran Huck, Morris Mott.
 USA –  Finsko 2:0 (1:0, 1:0, 0:0)
26. března 1967 (17:00) – Vídeň (Wiener Stadthalle)

Branky USA: 11:31 Jerry Melnychuk, 26:41 Craig Falkman.

Rozhodčí: Dutch van Deelen (CAN), Nikolaj Snětkov (URS)

Vyloučení: 5:9
USA: Wetzel – Ross, Howe, Curie, Brooks – Naslund, Casey, Woog – Cunniff, Hurley, Melnychuk – Lillyholm, Tschida, Falkman.
Finsko: Ylönen – Numminen, Marjamäki, Kuusisto, Mesikämmen – Keinonen, Kilpiö, Harju – Reunamäki, Wahlsten, Esa Peltonen – Oksanen, Jorma Peltonen, Hakanen – Määttänen.
 NDR –  SRN 8:1 (2:0, 3:0, 3:1)
26. března 1967 (20:30) – Vídeň (Wiener Stadthalle)

Branky NDR: 0:40 Joachim Ziesche , 11:17 Peter Prusa, 20:24 Joachim Ziesche, 23:29 Bernd Karrenbauer, 38:19 Bernd Hiller, 51:06 Joachim Ziesche, 55:28 ??? Braun, 56:48 Peter Prusa.

Branky SRN: 47:36 Horst Ludwig.

Rozhodčí: Ove Dahlberg (SWE), Olle Viking (SWE)

Vyloučení: 4:4 + Helmut Klotz (GER) na 5 minut.
NDR: Kolbe – Novy, Buder, Plotka, Voigt – Hiller, Ziesche, Karrenbauer – Braun, Fuchs, Kratzsch – Noack, Poindl, Prusa.
SRN: Knauss – Thanner, Bader, Meindel, Waitl, Rös – Hanig, Weissenbach, Kuhn – Alois Schloder, Ludwig, Klotz – Reis, Kurt Schloder, Lax.
 Československo –  Švédsko 5:5 (4:2, 0:1, 1:2)
27. března 1967 (17:00) – Vídeň (Wiener Stadthalle)

Branky a nahrávky Československa: 5:37 František Pospíšil (Jaroslav Holík), 6:13 Jaroslav Holík, 7:10 Václav Nedomanský (Josef Černý), 13:42 Jan Havel (Jozef Golonka, František Pospíšil), 57:17 Jozef Golonka (Jaroslav Jiřík, František Tikal).

Branky a nahrávky Švédska: 5:13 Carl-Göran Öberg (Arne Carlsson), 18:04 Björn Palmqvist (Roland Stoltz), 32:43 Leif Henriksson (Roland Stoltz), 41:48 Hans Lindberg (Ulf Sterner), 53:48 Nils Johansson.

Rozhodčí: Dutch van Deelen (CAN), Fritz Gross (GDR)

Vyloučení: 3:4 (0:1)
ČSSR: Jiří Holeček (41:48 Vladimír Nadrchal) – Jan Suchý, František Tikal, Oldřich Machač, František Pospíšil – Jan Havel, Jozef Golonka, Jaroslav Jiřík – Jan Hrbatý, Jaroslav Holík, Jiří Holík – Stanislav Prýl, Václav Nedomanský, Josef Černý.
Švédsko: Kjell Svensson – Roland Stoltz, Nils Johansson, Gert Blomé, Arne Carlsson, Eilert Määttä – Carl-Göran Öberg, Nisse Nilsson, Leif Henriksson – Folke Bengtsson, Ulf Sterner, Björn Palmqvist – Hans Lindberg, Stig-Göran Johansson, Lars-Göran Nilsson.
 SSSR –  Kanada 2:1 (0:1, 1:0, 1:0)
27. března 1967 (20:30) – Vídeň (Wiener Stadthalle)

Branky SSSR: 29:32 Anatolij Firsov, 50:36 Vjačeslav Staršinov.

Branky Kanady: 5:35 Fran Huck.

Rozhodčí: Daily (USA), Olle Viking (SWE)

Vyloučení: 4:7
SSSR: Konovalenko – Kuzkin, Davydov, Ragulin, Ivanov, Zajcev, Nikitin – Viktor Jakušev, Alexandr Almetov, Alexandrov – Jaroslavcev, Staršinov, Majorov – Vikulov, Polupanov, Firsov.
Kanada: Martin – Begg, Brewer, McKenzie, Bownass, O’Malley, Conlin – Tambellini, Bourbonais, Hargreaves – McMillan, Dineen, Cusson – Johnston, Huck, Mott.
 NDR –  Finsko 1:5 (1:4, 0:1, 0:0)
28. března 1967 (14:00) – Vídeň (Wiener Stadthalle)

Branky NDR: 10:36 Bernd Poindl.

Branky Finska: 1:20 Kari Johansson, 2:35 Juhani Wahlsten, 13:20 Juhani Wahlsten, 16:15 Lasse Oksanen, 22:17 Matti Keinonen.

Rozhodčí: Nikolaj Seglin (URS), Olle Viking (SWE)

Vyloučení: 3:1
NDR: Kolbe (Hirche) – Buder, Novy, Plotka, Voigt – Hiller, Ziesche, Karrenbauer – Kratzsch, Fuchs, Braun – Noack, Franke, Prusa – Tudyka, Poindl.
Finsko: Ylönen – Marjamäki, Numminen, Kuusisto, Määttänen – Kari Johansson, Kilpiö, Keinonen – Esa Peltonen, Wahlsten, Reunamäki – Oksanen, Jorma Peltonen, Hakanen – Mesikämmen, Harju.
 USA –  SRN 8:3 (4:0, 3:1, 1:2)
28. března 1967 (17:00) – Vídeň (Wiener Stadthalle)

Branky USA: 10:34 Martin Howe, 15:03 Marsh Tschida, 15:20 Len Lilyholm, 17:02 Jerry Melnychuk, 30:18 Craig Falkman, 32:37 Art Miller, 33:22 Terry Casey, 53:17 Jerry Melnychuk.

Branky SRN: 36:09 Peter Lax, 41:38 Josef Reif, 58:17 Heinz Weissenbach.

Rozhodčí: Dutch van Deelen (CAN), Rudolf Baťa (TCH)

Vyloučení: 8:2
USA: Wetzel (Haugh) – Brooks, Curie, Ross, Howe – Falkman, Tschida, Lillyholm – Melnychuk, Hurley, Cunniff – Naslund, Casey, Woog – Miller, Metzen.
SRN: Knauss (Schmengler) – Meindel, Waitl, Rös, Bader, Thanner – Lax, Kurt Schloder, Reif – Ludwig, Klotz, Alois Schloder – Hanig, Weissenbach, Kuhn – Leitner, Funk.
 Kanada –  Švédsko 0:6 (0:3, 0:2, 0:1)
29. března 1967 (14:00) – Vídeň (Wiener Stadthalle)

Branky Švédska: 12:57 Stig-Göran Johansson, 17:09 Stig-Göran Johansson, 18:34 Folke Bengtsson, 36:57 Carl-Göran Öberg, 37:11 Folke Bengtsson, 40:10 Björn Palmqvist.

Rozhodčí: Anatolij Seglin (URS), Nikolaj Snětkov (URS)

Vyloučení: 1:2 (0:0)
Kanada: Martin (41. Stephenson) – McKenzie, Bownass, Begg, Brewer, O’Malley – Johnston, Huck, Mott – McMillan, Dineen, Cusson –Tambellini, Bourbonais, Hargreaves – Cadieux.
Švédsko: Svensson – Stoltz, Nils Johansson, Blomé, Nordlander, Määttä, Carlsson – Henriksson, Nisse Nilsson, Öberg – Bengtsson, Sterner, Palmqvist – Lindberg, Stig-Göran Johansson, L.-G. Nilsson.
 Československo –  SSSR	2:4 (1:1, 0:1, 1:2)
29. března 1967 (17:00) – Vídeň (Wiener Stadthalle)

Branky a nahrávky Československa: 9:55 Jozef Golonka (Jaroslav Jiřík), 41:27 Jaroslav Jiřík.

Branky a nahrávky SSSR: 10:13 Oleg Zajcev (Alexandr Almetov), 25:32 Viktor Polupanov (Anatolij Firsov), 44:13 Anatolij Firsov (Vladimir Vikulov, Viktor Polupanov), 46:31 Viktor Jakušev (Venjamin Alexandrov, Oleg Zajcev).

Rozhodčí: Dutch van Deelen (CAN), Olle Viking (SWE)

Vyloučení: 8:9 (0:0) + Viktor Kuzkin (URS) na 5 minut.
ČSSR: Vladimír Nadrchal – Jan Suchý, Ladislav Šmíd, Oldřich Machač, František Pospíšil – Jan Havel, Jozef Golonka, Jaroslav Jiřík – Stanislav Prýl, Jaroslav Holík, Jiří Holík – Ivan Grandtner, Václav Nedomanský, Josef Černý.
SSSR: Viktor Konovalenko – Viktor Kuzkin, Vitalij Davydov, Alexandr Ragulin, Eduard Ivanov, Valerij Nikitin, Oleg Zajcev – Viktor Jakušev, Alexandr Almetov, Venjamin Alexandrov – Alexandr Jakušev, Vjačeslav Staršinov, Boris Majorov – Vladimir Vikulov, Viktor Polupanov, Anatolij Firsov.

## Statistiky

### Nejlepší hráči podle direktoriátu IIHF
| Brankář | Carl Wetzel     |
| Obránce | Vitalij Davydov |
| Útočník | Anatolij Firsov |

### All Stars
| Brankář         | Carl Wetzel         |
| Levý obránce    | Carl Brewer         |
| Pravý obránce   | Alexandr Ragulin    |
| Levé křídlo     | Venjamin Alexandrov |
| Střední útočník | Alexandr Almetov    |
| Pravé křídlo    | Anatolij Firsov     |

### Kanadské bodování
| Poř. | Kanadské bodování   | Branky | Přihrávky | Body |
| ---- | ------------------- | ------ | --------- | ---- |
| 1.   | Anatolij Firsov     | 11     | 11        | 22   |
| 2.   | Viktor Polupanov    | 11     | 8         | 19   |
| 3.   | Alexandr Almetov    | 8      | 7         | 15   |
| 4.   | Venjamin Alexandrov | 7      | 7         | 14   |
| 5.   | Vladimir Vikulov    | 6      | 6         | 12   |
| 6.   | Fran Huck           | 5      | 6         | 11   |
| 7.   | Jozef Golonka       | 4      | 7         | 11   |
| 8.   | Jan Havel           | 6      | 3         | 9    |
| 9.   | Jaroslav Holík      | 2      | 7         | 9    |
| 10.  | Jaroslav Jiřík      | 5      | 3         | 8    |

### Rozhodčí
| Rozhodčí          | Zápasy |
| ----------------- | ------ |
| Dutch van Deelen  | 9      |
| Olle Wiking       | 8      |
| Rudolf Baťa       | 6      |
| Daily             | 6      |
| Nikolaj Snětkov   | 6      |
| Ove Dahlberg      | 5      |
| Zdeněk Kořínek    | 5      |
| Hans-Rudolf Braun | 4      |
| Anatolij Seglin   | 4      |
| Fritz Gross       | 1      |
| Willy Valentin    | 1      |
| Jan Wycisk        | 1      |

### Soupiska SSSR
SSSR

Brankáři: Viktor Konovalenko, Viktor Zinger.

Obránci: Alexandr Ragulin, Eduard Ivanov, Viktor Kuzkin, Vitalij Davydov, Valerij Nikitin, Oleg Zajcev.

Útočníci: Viktor Jaroslavcev, Vjačeslav Staršinov, Boris Majorov, Vladimir Vikulov, Viktor Polupanov, Anatolij Firsov, Viktor Jakušev, Alexandr Almetov, Venjamin Alexandrov, Alexandr Jakušev.

Trenéři: Arkadij Černyšov, Anatolij Tarasov.

### Soupiska Švédska
Švédsko

Brankáři: Leif Holmqvist, Kjell Svensson.

Obránci: Gert Blomé, Arne Carlsson, Nils Johansson, Eilert Määttä, Bert-Olov Nordlander, Roland Stoltz.

Útočníci: Folke Bengtsson, Leif Henriksson, Stig-Göran Johansson, Hans Lindberg, Lars-Göran Nilsson, Nisse Nilsson, Björn Palmqvist, Ronald Pettersson, Ulf Sterner, Carl-Göran Öberg.

Trenér: Arne Strömberg.

### Soupiska Kanady
Kanada

Brankáři: Seth Martin, Wayne Stephenson.

Obránci: Carl Brewer, Paul Conlin, Gary Begg, Terry O'Malley, Barry McKenzie, Jack Bownass.

Útočníci: Marshall Johnson, Fran Huck, Morris Mott, Adolfo Tambellini, Roger Bourbonnais, Ted Hargreaves, Bill MacMillan, Gary Dineen, Jean Cusson, Ray Cadieux.

Trenér: Jackie McLeod.

### Soupiska Československa
4.  Československo

Brankáři: Vladimír Nadrchal, Jiří Holeček.

Obránci: Jan Suchý,  – František Tikal, Oldřich Machač, František Pospíšil, Ladislav Šmíd.

Útočníci: Jan Havel, Jozef Golonka, Jaroslav Jiřík, Stanislav Prýl, Jiří Holík, Jaroslav Holík, Ivan Grandtner, Václav Nedomanský, Josef Černý, Jiří Kochta, Jan Hrbatý.

Trenéři: Jaroslav Pitner.

### Soupiska USA
5.  USA

Brankáři: Carl Wetzel, Thomas Haugh, Rod Blackburn.

Obránci: Donald Ross, Herb Brooks, Martin Howe, Jack Curie.

Útočníci: Len Lilyholm, Marsh Tschida, Craig Falkman, Art Miller, Tom Hurley, Jerry Melnychuk, Ron Naslund, Terry Casey, Doug Woog, David Metzen, John Cunniff.

Trenér: Murray Williamson.

### Soupiska Finska
6.  Finsko

Brankáři: Urpo Ylönen, Juhani Lahtinen.

Obránci: Pekka Kuusisto, Kalevi Numminen, Pekka Marjamäki, Ilkka Mesikämmen, Raimo Määttänen.

Útočníci: Juhani Wahlsten, Reijo Hakanen, Lasse Oksanen, Jorma Peltonen, Matti Keinonen, Matti Reunamäki, Kari Johansson, Esa Peltonen, Raimo Kilpiö, Mattti Harju, Jorma Vehmanen.

Trenér: Augustin Bubník.

### Soupiska NDR
7.  NDR

Brankáři: Peter Kolbe, Klaus Hirche.

Obránci: Helmut Novy, Manfred Buder, Dieter Voigt, Wolfgang Plotka.

Útočníci: Rudiger Noack, Bernd Poindl, Joachim Franke, Dieter Kratzsch, Lothar Fuchs, Peter Prusa, Jürgen Schmutzler, Bernd Hiller, Joachim Ziesche, Bernd Karrenbauer, Rainer Tudyka.

Trenér: Rudi Schmieder.

### Soupiska SRN
8.  SRN

Brankáři: Heinz Schmengler, Günther Knauss.

Obránci: Heinz Bader, Rudolf Thanner, Horst Röss, Leonard Waitl.

Útočníci: Peter Lax, Kurt Schloder, Josef Reif, Lorenz Funk, Horst Ludwig, Alois Schloder, Bernd Kuhn, Heinz Weissenbach, Will Leitner, Horst Meindl, Helmut Klotz.

Trenér: Ed Reigle.

## MS Skupina B
|    |            | POL | ROM | NOR | YUG | ITA | AUT | SUI | HUN | V | R | P | Skóre | B  |
| 1. | Polsko     | *** | 3:3 | 3:1 | 3:3 | 2:0 | 7:2 | 7:1 | 7:3 | 5 | 2 | 0 | 32:13 | 12 |
| 2. | Rumunsko   | 3:3 | *** | 3:2 | 5:3 | 7:2 | 4:4 | 7:2 | 5:2 | 5 | 2 | 0 | 34:18 | 12 |
| 3. | Norsko     | 1:3 | 2:3 | *** | 9:2 | 7:4 | 5:2 | 5:2 | 6:5 | 5 | 0 | 2 | 35:21 | 10 |
| 4. | Jugoslávie | 3:3 | 3:5 | 2:9 | *** | 4:2 | 8:3 | 3:3 | 6:6 | 2 | 3 | 2 | 29:31 | 7  |
| 5. | Itálie     | 0:2 | 2:7 | 4:7 | 2:4 | *** | 4:2 | 7:5 | 4:4 | 2 | 1 | 4 | 23:31 | 5  |
| 6. | Rakousko   | 2:7 | 4:4 | 2:5 | 3:8 | 2:4 | *** | 5:2 | 5:4 | 2 | 1 | 4 | 23:34 | 5  |
| 7. | Švýcarsko  | 1:7 | 2:7 | 2:5 | 3:3 | 5:7 | 2:5 | *** | 7:3 | 1 | 1 | 5 | 22:37 | 3  |
| 8. | Maďarsko   | 3:7 | 2:5 | 5:6 | 6:6 | 4:4 | 4:5 | 3:7 | *** | 0 | 2 | 5 | 27:40 | 2  |

 Maďarsko –  Jugoslávie 6:6 (1:2, 0:3, 5:1)
18. března 1967 – Vídeň (Donaupark-WIG Halle)

Branky Maďarska: 19:51 Bikar, 41:33 Z. Horvath, 45:21 Bikar, 45:55 Z. Horvath, 51:02 Z. Horvath, 56:53 Z. Horvath

Branky Jugoslávie: 2:00 R. Hiti, 15:56 F. Smolej, 23:13 Tišlar, 28:05 F. Smolej, 32:42 Tišlar, 59:15 F. Smolej

Rozhodčí: Anatolij Seglin (URS), Jan Wycisk (POL)

Vyloučení: 3:2

Využití přesilovek: 1:1
Maďarsko: Vedres – Koutny, Jós. Palotas, Raffa, Ziegler – Z. Horváth, Bikar, Boróczi – V. Zsitva, Pöth - B: Zsitva, Bánkuti - Ján: Palotas - Széles, Balint, Klink.
Jugoslávie: Gale – Ravnik, I. Jan, Ratej, Jug, Mihajlovski – Tišlar, R. Smolej, F. Smolej – S. Beravs, Razinger, R. Hiti – Renaud, B. Jan, Mlakar – Eržen.
 Norsko -  Polsko 1:3 (0:0, 0:2, 1:1)
18. března 1967 – Vídeň (Donaupark-WIG Halle)

Branky Norska: 41:51 Dalsøren

Branky Polska: 22:36 Stefaniak, 27:25 Stefaniak, 58:25 Źurawski

Rozhodčí: Pentti Isotalo (FIN), Fritz Gross (GDR)

Vyloučení: 3:1 navíc Sitko na 5 min.

Využití přesilovek: 0:0
Norsko: Østensen – Marthinsen, Syversen, B. Johansen, S-N. Hansen, Steen – Mikkelsen, Dalsøren, Bjølbakk – E-B. Larsen, P-S. Olsen, Ch. Petersen – Nyhaug, Hågensen, Holter – Bergeid.
Polsko: Kosyl – Robert Góralczyk, Sitko, Szlapa, Fryźlewicz, Ludwik Czachowski – A. Fonfara, Wilczek, K. Fonfara – Kilanowicz, Józef Stefaniak, Źurawski – Manowski, Białynicki-Birula, Komorski – E. Nowak.
 Rumunsko -  Švýcarsko 7:2 (4:0, 1:0, 2:2)
18. března 1967 – Vídeň (Donaupark-WIG Halle)

Branky Rumunska: 8:33 Ionescu, 12:05 Biro, 17:38 I. Szabo, 18:04 G. Szabo, 26:24 Florescu, 48:25 Biro, 50:51 Florescu

Branky Švýcarska: 41:15 U. Lüthi, 57:23 U. Lüthi

Rozhodčí: Willy Valentin (AUT), Franz Moser (AUT)

Vyloučení: 4:4

Využití přesilovek: 0:1
Rumunsko: Dumitraş – Varga, Făgăraş, Ionescu, Czaka – I. Szabo, Kalamar, G. Szabo – Pană, Florescu, Ştefanov – Texe, Başa, Biro – Moiş.
Švýcarsko: Meier – Kradolfer, Huguenin, Aeschlimann, Furrer – H. Lüthi, P. Lüthi, U. Lüthi – Giroud, Türler, Henry – Piller, Weber, Keller – G. Wittwer, W. Wittwer.
 Rakousko -  Itálie 2:4 (2:2, 0:2, 0:0)
18. března 1967 – Vídeň (Wiener Stadthalle)

Branky Rakouska: 7:09 Kalt, 11:46 Bachler

Branky Itálie: 16:50 Benedetti, 18:18 Rabanser, 26:29 G. da Rin, 26:35 Mastel

Rozhodčí: Borje Johannessen (NOR), Rene Keller (FRG)

Vyloučení: 8:7

Využití přesilovek: 1:2

Branky v oslabení: 1:0
Rakousko: Pregl – Felfernig, Schager, Knoll, E. Mössmer, J. Mössmer – Kalt, Sepp Puschnig, Bachler – Wechselberger, Kirchbaumer, Schwitzer – König, Znenahlik, Weingartner – Kakl.
Itálie: Viale – G. da Rin, Alvera, Verocai, Bernardi, Brivio – Ghedina, A. da Rin, Mastel – W. Holzner, Crotti, Benedetti – Rabanser, H. Piccolruaz, Lorenzi – W. Piccolruaz.
 Jugoslávie -  Polsko 3:3 (0:2, 2:0, 1:1)
20. března 1967 – Vídeň (Donaupark-WIG Halle)

Branky Jugoslávie: 35:11 R. Smolej, 35:57 Mlakar, 49:54 R. Smolej

Branky Polska: 17:42 Źurawski, 19:30 Fryźlewicz, 47:44 A. Fonfara

Rozhodčí: Rudolf Baťa (TCH), ???

Vyloučení: 5:5

Využití přesilovek: 0:0
Jugoslávie: Gale – Ravnik, I. Jan, Ratej, Jug, Mihajlovski – Tišlar, R. Smolej, F. Smolej – S. Beravs, Eržen, R. Hiti – Renaud, B. Jan, Mlakar – Razinger.
Polsko: Kosyl – Robert Góralczyk, Sitko, Szlapa, Fryźlewicz, Ludwik Czachowski – Kilanowicz, Józef Stefaniak, Źurawski – A. Fonfara, Wilczek, K. Fonfara – Manowski, Białynicki-Birula, Komorski – E. Nowak.
 Itálie -  Rumunsko 2:7 (1:4, 0:2, 1:1)
20. března 1967 – Vídeň (Donaupark-WIG Halle)

Branky Itálie: 15:52 A. da Rin, 54:55 Mastel

Branky Rumunska: 1:12 (Varga, 4:29 G. Szabo, 13:45 Ştefanov, 16:46 Varga, 29:02 Kalamar, 34:15 Kalamar, 58:45 Varga

Rozhodčí: Olle Viking (SWE), Ove Dahlberg (SWE)

Vyloučení: 7:6 navíc A. da Rin na 5 min.

Využití přesilovek: 0:3
Itálie: Viale – G. da Rin, Alvera, Verocai, Bernardi, Brivio – Ghedina, A. da Rin, Mastel – W. Holzner, Crotti, R. de Toni – Rabanser, H. Piccolruaz, Benedetti – Lorenzi.
Rumunsko: Dumitraş – Varga, Făgăraş, Ionescu, Czaka, Popp – I. Szabo, Kalamar, G. Szabo – Pană, Florescu, Ştefanov – Texe, Biro, Başa – Moiş.
 Švýcarsko -  Norsko 2:5 (0:3, 1:2, 1:0)
20. března 1967 – Vídeň (Donaupark-WIG Halle)

Branky Švýcarska: 21:31 H. Lüthi, 52:04 U. Lüthi

Branky Norska: 4:23 Mikkelsen, 10:20 B. Johansen, 19:16 Hågensen, 25:53 B. Johansen, 27:05 Syversen

Rozhodčí: Jan Wycisk (POL), Fritz Gross (GDR)

Vyloučení: 6:5

Využití přesilovek: 1:1
Švýcarsko: Berthoud (10:21 Meier) – Kradolfer, Huguenin, Aeschlimann, Brun, Furrer – H. Lüthi, P. Lüthi, U. Lüthi – G. Wittwer, Türler, Henry – Piller, Weber, Keller – W. Wittwer.
Norsko: Østensen – Marthinsen, Syversen, B. Johansen, S-N. Hansen, Steen – Mikkelsen, Dalsøren, Bjølbakk – E-B. Larsen, P-S. Olsen, Ch. Petersen – Nyhaug, Hågensen, Holter – Bergeid.
 Rakousko -  Maďarsko 5:4 (2:1, 1:2, 2:1)
20. března 1967 – Vídeň (Wiener Stadthalle)

Branky Rakouska: 6:23 Puschnig, 13:47 Puschnig, 39:18 Weingartner, 48:38 Kalt, 55:50 Schupp

Branky Maďarska: 8:27 Z. Horváth, 29:51 Bikar, 35:32 Balint, 44:41 Pöth

Rozhodčí: Borje Johannessen (NOR), Pentti Isotalo (FIN)

Vyloučení: 3:5

Využití přesilovek: 1:1

Branky v oslabení: 0:1
Rakousko: Pregl – Felfernig, Schager, Knoll, E. Mössmer, J. Mössmer – Kalt, Sepp Puschnig, Schupp – Kakl, Kirchbaumer, Wechselberger – König, Znenahlik, Weingartner.
Maďarsko: Vedres – Koutny, Jós. Palotas, Raffa, Ziegler – Z. Horváth, Bikar, Boróczi – V. Zsitva, Pöth, B. Zsitva – Bánkuti, Ján. Palotas, Széles, Balint – Klink.
  Polsko -  Maďarsko 7:3 (3:1, 3:1, 1:1)
21. března 1967 – Vídeň (Donaupark-WIG Halle)

Branky Polska: 6:53 Manowski, 9:23 K. Fonfara, 18:32 E. Nowak, 30:54 Stefaniak, 31:32 K. Fonfara, 39:23 K. Fonfara, 40:43 Kilanowicz

Branky Maďarska: 8:16 Boróczi, 31:14 Balint, 57:49 Bánkuti

Rozhodčí: Franz Moser (AUT), Willy Valentin (AUT)

Vyloučení: 6:2

Využití přesilovek: 0:2

Branky v oslabení: 1:0
Polsko: Kosyl – Robert Góralczyk, Sitko, Szlapa, Ludwik Czachowski, Fryźlewicz – Kilanowicz, Józef Stefaniak, Źurawski – A. Fonfara, E. Nowak, K. Fonfara – Manowski, Białynicki-Birula, Komorski – Wilczek.
Maďarsko: Balogh – Koutny, Jós. Palotas, Raffa, Ziegler – Z. Horváth, Bikar, Boróczi – Bánkuti, Ján. Palotas, V. Zsitva – Balint, Klink, B. Zsitva – Széles.
 Jugoslávie -  Rakousko 8:3 (3:2, 3:1, 2:0)
21. března 1967 – Vídeň (Donaupark-WIG Halle)

Branky Jugoslávie: 0:17 F. Smolej, 15:54 R. Smolej, 16:05 R. Smolej, 22:59 B. Jan, 30:09 Tišlar, 38:02 B. Jan, 46:46 Mlakar, 57:21 F. Smolej

Branky Rakouska: 6:20 Puschnig, 8:34 E. Mössmer, 21:25 Kirchbaumer

Rozhodčí: Rene Keller (FRG), Anatolij Seglin (URS)

Vyloučení: 3:4

Využití přesilovek: 0:0
Jugoslávie: Knez – Ravnik, I. Jan, Ratej, Jug, Mihajlovski – Tišlar, R. Smolej, F. Smolej – S. Beravs, Eržen,R. Hiti – Renaud, B. Jan, Mlakar – Razinger.
Rakousko: Pregl (40:01 Schilcher) – Felfernig, Schager, J. Mössmer, E. Mössmer – Kalt, Sepp Puschnig, Schupp – Wechselberger, Kirchbaumer, Kakl – König, Znenahlik, Weingartner – Schwitzer.
 Rumunsko -  Norsko 3:2 (1:0, 2:0, 0:2)
21. března 1967 – Vídeň (Donaupark-WIG Halle)

Branky Rumunska: 17:24 Varga, 21:04 I. Szabo, 31:13 Făgăraş

Branky Norska: 40:50 Syversen, 49:11 Hågensen

Rozhodčí: Jan Wycisk (POL), Boris Cebulj (YUG)

Vyloučení: 2:4 navíc Nyhaug a Olsen na 5 min.

Využití přesilovek: 3:0
Rumunsko: Dumitraş – Varga, Făgăraş, Ionescu, Czaka, Popp – I. Szabo, Kalamar, G. Szabo – Pană, Florescu, Ştefanov – Texe, Biro, Başa - Moiş.
Norsko: Østensen – Marthinsen, Syversen, B. Johansen, S-N. Hansen, Steen – Mikkelsen, Dalsøren, Bjølbakk – E-B. Larsen, P-S. Olsen, Ch. Petersen – Nyhaug, Hågensen, Holter – Bergeid.
  Itálie -  Švýcarsko 7:5 (3:2, 3:1, 1:2)
21. března 1967 – Vídeň (Donaupark-WIG Halle)

Branky Itálie: 2:44 H. Piccolruaz, 3:11 A. da Rin, 5:54 H. Piccolruaz, 22:08 A. da Rin, 30:34 Alvera, 37:52 Mastel, 44:27 Rabanser

Branky Švýcarska: 1:22 Giroud, 6:13 Türler, 38:30 U. Lüthi, 50:00 Furrer, 52:41 Türler

Rozhodčí: Turceanu (ROM), Fritz Gross (GDR)

Vyloučení: 8:5

Využití přesilovek: 1:0
Itálie: Viale – G. da Rin, Alvera, Verocai, Bernardi, Brivio – Ghedina, A. da Rin, Mastel – W. Holzner, Crotti, Benedetti – Rabanser, H. Piccolruaz, R. de Toni – Lorenzi.
Švýcarsko: Meier – Kradolfer, Furrer, Aeschlimann, Brun – H. Lüthi, P. Lüthi, U. Lüthi – Giroud, Türler, Henry – Piller, Weber, Keller – W. Wittwer.
 Maďarsko -  Rumunsko 2:5 (1:2, 0:1, 1:2)
23. března 1967 – Vídeň (Donaupark-WIG Halle)

Branky Maďarska: 2:22 Bánkuti, 54:03 Z. Horváth

Branky Rumunska: 15:26 G. Szabo, 16:07 Kalamar, 34:34 G. Szabo, 41:27 Ştefanov, 50:30 G. Szabo

Rozhodčí: Adolf Kuhnert (AUT), Patrice Prevost (FRA)

Vyloučení: 1:1

Využití přesilovek: 0:0
Maďarsko: Vedres – Koutny, Jós. Palotas, Raffa, Ziegler – Z. Horváth, Bikar, Boróczi – Bánkuti, Ján. Palotas, V. Zsitva – Balint, Klink, B. Zsitva – Széles.
Rumunsko: Dumitraş – Varga, Făgăraş, Ionescu, Czaka, Popp – I. Szabo, Kalamar, G. Szabo – Pană, Florescu, Ştefanov – Texe, Biro, Başa – Moiş.
  Jugoslávie -  Itálie 4:2 (2:0, 1:2, 1:0)
23. března 1967 – Vídeň (Donaupark-WIG Halle)

Branky Jugoslávie: 2:09 R. Smolej, 16:40 B. Jan, 27:19 Ratej, 58:59 R. Smolej

Branky Itálie: 24:45 A. da Rin, 25:26 Rabanser

Rozhodčí: Rene Keller (FRG), Hans-Rudolf Braun (SUI)

Vyloučení: 4:4 navíc Ghedina na 5 min.

Využití přesilovek: 1:0
Jugoslávie: Gale – Ravnik, I. Jan, Ratej, Jug, Mihajlovski – Tišlar, Eržen, F. Smolej – S. Beravs, R. Smolej, R. Hiti – Renaud, B. Jan, Mlakar – Razinger.
Itálie: Viale – G. da Rin, Alvera, Verocai, Bernardi, Brivio – Ghedina, A. da Rin, Mastel – W. Holzner, Crotti, Benedetti – Rabanser, H. Piccolruaz, R. de Toni – Lorenzi.
 Švýcarsko -  Polsko 1:7 (1:1, 0:4, 0:2)
23. března 1967 – Vídeň (Donaupark-WIG Halle)

Branky Švýcarska: 6:52 Türler

Branky Polska: 6:52 Türler, 13:38 Białynicki-Birula, 21:08 A. Fonfara, 28:49 E. Nowak, 33:46 Sitko, 34:02 K. Fonfara, 54:30 Manowski, 59:35 Manowski

Rozhodčí: Pentti Isotalo (FIN), Borje Johannessen (NOR)

Vyloučení: 3:4

Využití přesilovek: 1:1
Švýcarsko: Meier – Aeschlimann, Brun, Kradolfer, Huguenin, Furrer – H. Lüthi, P. Lüthi, U. Lüthi – Giroud, Türler, Henry – Piller, Weber, Keller – W. Wittwer.
Polsko: Kosyl – Robert Góralczyk, Sitko, Szlapa, Ludwik Czachowski, Fryźlewicz – Kilanowicz, Józef Stefaniak, Źurawski – A. Fonfara, E. Nowak, K. Fonfara – Wilczek, Białynicki-Birula, Komorski – Manowski.
 Norsko -  Rakousko 5:2 (0:0, 1:0, 4:2)
23. března 1967 – Vídeň (Donaupark-WIG Halle)

Branky Norska: 36:21 Dalsøren, 41:25 Syversen, 52:11 Ch. Petersen, 53:55 Bergeid, 54:20 P-S. Olsen

Branky Rakouska: 51:56 Znenahlik, 56:04 Schager

Rozhodčí: Fritz Gross (GDR), Jan Wycisk (POL)

Vyloučení: 8:8

Využití přesilovek: 0:0
Norsko: Østensen – Marthinsen, Syversen, B. Johansen, S-N. Hansen, Steen – Mikkelsen, Dalsøren, Bjølbakk – E-B. Larsen, P-S. Olsen, Ch. Petersen – Nyhaug, Hågensen, Holter – Bergeid.
Rakousko: Schilcher – Felfernig, Schager, J. Mössmer, Knoll – Kalt, Sepp Puschnig, Bachler – Wechselberger, Kirchbaumer, Schwitzer – König, Znenahlik, Weingartner – Schupp, Kakl.
 Itálie -  Maďarsko 4:4 (2:3, 1:1, 1:0)
25. března 1967 – Vídeň (Donaupark-WIG Halle)

Branky Itálie: 5:29 Bernardi, 9:40 A. da Rin, 37:38 Lorenzi, 55:00 Bernardi

Branky Maďarska: 8:48 Ziegler, 11:27 Jós. Palotas, 17:04 Z. Horváth, 39:40 Boróczi

Rozhodčí: Franz Moser (AUT), Willy Valentin (AUT)

Vyloučení: 3:3 navíc Balint, V. Zsitva a Z. Horváth na 10 min.

Využití přesilovek: 0:1
Itálie: Viale (11:28 Gamper) – G. da Rin, Alvera, Verocai, Bernardi, Brivio – Ghedina, A. da Rin, Mastel – W. Holzner, Crotti, Benedetti – Rabanser, H. Piccolruaz, R. de Toni – Lorenzi.
Maďarsko: Balogh (12:03 Vedres) – Koutny, Jós. Palotas, Raffa, Ziegler – Z. Horváth, Bikar, Boróczi – Bánkuti, Pöth, V. Zsitva – Balint, Klink, B. Zsitva – Széles.
 Polsko -  Rumunsko 3:3 (0:1, 1:1, 2:1)
25. března 1967 – Vídeň (Donaupark-WIG Halle)

Branky Polska: 27:55 A. Fonfara, 56:20 Białynicki-Birula, 59:37 A. Fonfara

Branky Rumunska: 4:22 I. Szabo, 27:24 G. Szabo, 42:46 Biro

Rozhodčí: Anatolij Seglin (URS), Nikolaj Snětkov (URS)

Vyloučení: 2:1

Využití přesilovek: 0:0
Polsko: Kosyl – Robert Góralczyk, Sitko, Szlapa, Ludwik Czachowski, Fryźlewicz – Kilanowicz, Józef Stefaniak, Źurawski – A. Fonfara, Wilczek, K. Fonfara – E. Nowak, Białynicki-Birula, Komorski – Manowski.
Rumunsko: Dumitraş – Varga, Făgăraş, Ionescu, Czaka, Popp – I. Szabo, Kalamar, G. Szabo – Pană, Florescu, Ştefanov – Texe, Biro, Başa – Moiş.
  Norsko -  Jugoslávie 9:2 (4:0, 2:1, 3:1)
25. března 1967 – Vídeň (Donaupark-WIG Halle)

Branky Norska: 3:58 Dalsøren, 6:21 Nyhaug, 17:28 Hågensen, 18:47 Hågensen, 20:47 Syversen, 33:48 Hågensen, 44:46 Holter, 51:20 Bjølbakk, 51:44 E-B. Larsen

Branky Jugoslávie: 27:27 F. Smolej, 49:55 F. Smolej

Rozhodčí: Fritz Gross (GDR), Rene Keller (FRG)

Vyloučení: 7:2

Využití přesilovek: 1:0

Branky v oslabení: 3:0
Norsko: Østensen – Marthinsen, Syversen, B. Johansen, S-N. Hansen, Steen – Mikkelsen, Dalsøren, Bjølbakk – E-B. Larsen, P-S. Olsen, Ch. Petersen – Nyhaug, Hågensen, Holter – Bergeid.
Jugoslávie: Gale (17:28 Knez) – Ravnik, I. Jan, Ratej, Jug – Tišlar, Eržen, F. Smolej – S. Beravs, R. Smolej, R. Hiti – Renaud, B. Jan, Mlakar – Razinger.
 Rakousko -  Švýcarsko 5:2 (3:2, 1:0, 1:0)
25. března 1967 – Vídeň (Donaupark-WIG Halle)

Branky Rakouska: 2:39 Znenahlik, 7:40 Puschnig, 8:01 Bachler, 36:05 Puschnig, 52:37 Puschnig

Branky Švýcarska: 9:40 P. Lüthi, 18:23 Furrer

Rozhodčí: Pentti Isotalo (FIN), Borje Johannessen (NOR)

Vyloučení: 8:4

Využití přesilovek: 0:1
Rakousko: Schilcher – Felfernig, Schager, Knoll, E. Mössmer, J. Mössmer – Kalt, Sepp Puschnig, Bachler – Kakl, Kirchbaumer, Schwitzer – Schupp, Znenahlik, Weingartner – Wechselberger.
Švýcarsko: Meier – Kradolfer, Huguenin, Aeschlimann, Furrer, Brun – H. Lüthi, P. Lüthi, U. Lüthi – Piller, Türler, Henry – G. Wittwer, W. Wittwer, Keller – Weber.
 Maďarsko -  Norsko 5:6 (3:3, 2:0, 0:3)
27. března 1967 – Vídeň (Donaupark-WIG Halle)

Branky Maďarska: 1:11 V. Zsitva, 3:05 V. Zsitva, 10:23 Z. Horváth, 21:26 V. Zsitva, 27:55 Z. Horváth

Branky Norska: 9:25 B. Johansen, 13:13 Nyhaug, 19:46 Holter, 44:14 Bjølbakk, 58:01 Marthinsen, 58:25 Hågensen

Rozhodčí: Ove Dahlberg (SWE), Rene Keller (FRG)

Vyloučení: 4:2

Využití přesilovek: 1:2
Maďarsko: Balogh – Koutny, Jós. Palotas, Raffa, Ziegler – Z. Horváth, Bikar, Boróczi – Bánkuti - Jan. Palotas - V: Zsitva, Széles - Pöth - B. Zsitva, Klink.
Norsko: Østensen – Marthinsen, Syversen, B. Johansen, S-N. Hansen, Steen – Mikkelsen, Dalsøren, Bjølbakk – E-B. Larsen, P-S. Olsen, Holter – Ch. Petersen, Hågensen, Nyhaug – Bergeid.
 Polsko -  Itálie 2:0 (1:0, 0:0, 1:0)
27. března 1967 – Vídeň (Donaupark-WIG Halle)

Branky Polska: 6:33 Komorski, 58:08 Manowski

Rozhodčí: Rudolf Baťa (TCH), Zdeněk Kořínek (TCH)

Vyloučení: 3:7 navíc E. Nowak na 5 min.

Využití přesilovek: 0:0
Polsko: Kosyl – Robert Góralczyk, Sitko, Szlapa, Ludwik Czachowski, Fryźlewicz – Kilanowicz, Józef Stefaniak, Źurawski – A. Fonfara, E. Nowak, K. Fonfara – Manowski, Białynicki-Birula, Komorski – Wilczek.
Itálie: Gamper – G. da Rin, Alvera, Verocai, Bernardi, Brivio – Ghedina, A. da Rin, Mastel – W. Holzner, Crotti, Benedetti – Rabanser, H. Piccolruaz, R. de Toni – Lorenzi.
 Švýcarsko -  Jugoslávie 3:3 (1:2, 2:0, 0:1)
27. března 1967 – Vídeň (Donaupark-WIG Halle)

Branky Švýcarska: 4:10 P. Lüthi, 21:32 U. Lüthi, 38:52 Türler

Branky Jugoslávie: 1:15 S. Beravs, 9:23 B. Jan, 46:22 R. Smolej

Rozhodčí: Anatolij Seglin (URS), Nikolaj Snětkov (URS)

Vyloučení: 2:1

Využití přesilovek: 0:0
Švýcarsko: Meier – Kradolfer, Huguenin, Aeschlimann, Furrer, Brun – H. Lüthi, P. Lüthi, U. Lüthi – Piller, Türler, Henry – W. Wittwer, Weber, Keller – G. Wittwer.
Jugoslávie: Gale – Ravnik, I. Jan, Ratej, Jug – Tišlar, Eržen, F. Smolej – S. Beravs, R. Smolej, R. Hiti – Renaud, B. Jan, Mlakar – Razinger.
 Rakousko -  Rumunsko 4:4 (0:1, 0:3, 4:0)
27. března 1967 – Vídeň (Donaupark-WIG Halle)

Branky Rakouska: 44:34 Felfernig, 56:16 Kalt, 56:53 Kalt, 59:37 Felfernig

Branky Rumunska: 14:08 Pană, 24:00 Ionescu, 24:10 Biro, 33:34 Florescu

Rozhodčí: Jan Wycisk (POL), Borje Johannessen (NOR)

Vyloučení: 6:3

Využití přesilovek: 0:0
Rakousko: Schilcher – Felfernig, Schager, Knoll, E. Mössmer, J. Mössmer – Kalt, Sepp Puschnig, Bachler – Schupp, Kirchbaumer, Schwitzer – König, Znenahlik, Weingartner – Kakl.
Rumunsko: Dumitraş – Varga, Făgăraş, Ionescu, Czaka, Popp – I. Szabo, Kalamar, G. Szabo – Pană, Florescu, Ştefanov – Texe, Biro, Başa – Moiş.
 Norsko -  Itálie 7:4 (2:0, 3:2, 2:2)
28. března 1967 – Vídeň (Donaupark-WIG Halle)

Branky Norska: 10:31 Hågensen, 12:22 P-S. Olsen, 23:16 Dalsøren, 31:40 S-N. Hansen, 35:56 Holter, 51:04 E-B. Larsen, 53:47 Hågensen

Branky Itálie: 29:55 A. da Rin, 32:29 Mastel, 42:39 Benedetti, 58:01 Rabanser

Rozhodčí: Pentti Isotalo (FIN), Fritz Gross (GDR)

Vyloučení: 4:9 navíc A. da Rin na 10 min.

Využití přesilovek: 2:1

Branky v oslabení: 0:1
Norsko: Østensen – Marthinsen, Syversen, B. Johansen, S-N. Hansen, Steen – Ch. Petersen, Hågensen, E-B. Larsen – Nyhaug, P-S. Olsen, Holter – Mikkelsen, Dalsøren, Bjølbakk – Bergeid.
Itálie: Gamper – Brivio, Alvera, Verocai, Bernardi, G. da Rin – Ghedina, A. da Rin, Mastel – W. Holzner, H. Piccolruaz, Lorenzi – Rabanser, Crotti, Benedetti.
  Maďarsko -  Švýcarsko 3:7 (0:4, 1:3, 2:0)
28. března 1967 – Vídeň (Donaupark-WIG Halle)

Branky Maďarska: 36:52 Bikar, 46:06 Boróczi, 48:46 Pöth

Branky Švýcarska: 4:16 G. Wittwer, 14:56 Henry, 16:28 Türler, 17:19 W. Wittwer, 28:09 Henry, 32:07 Piller, 33:53 Kradolfer

Rozhodčí: Borje Johannessen (NOR), Jan Wycisk (POL)

Vyloučení: 3:4

Využití přesilovek: 0:0

Branky v oslabení: 0:1
Maďarsko: Balogh (33:54 Vedres) – Koutny, Jós. Palotas, Raffa, Ziegler – Z. Horváth, Bikar, Boróczi – Bánkuti, Jan. Palotas, V. Zsitva – Széles, Pöth, B. Zsitva – Balint, Klink.
Švýcarsko: Meier – Kradolfer, Huguenin, Aeschlimann, Furrer, Brun – H. Lüthi, P. Lüthi, U. Lüthi – Piller, Türler, Henry – W. Wittwer, Weber, Keller – G. Wittwer.
 Jugoslávie -  Rumunsko 3:5 (0:2, 2:2, 1:1)
28. března 1967 – Vídeň (Donaupark-WIG Halle)

Branky Jugoslávie: 31:36 R. Hiti, 36:49 R. Smolej, 42:24 Mlakar

Branky Rumunska: 11:18 Biro, 18:29 I. Szabo, 24:47 Varga, 34:50 Ştefanov, 41:34 G. Szabo

Rozhodčí: Nikolaj Snětkov (URS), Zdeněk Kořínek (TCH)

Vyloučení: 2:2 navíc Biro a Florescu na 10 min.

Využití přesilovek: 0:0
Jugoslávie: Gale – Ravnik, I. Jan, Ratej, Jug – Tišlar, Eržen, F. Smolej – S. Beravs, R. Smolej, R. Hiti – Renaud, B. Jan, Mlakar – Razinger.
Rumunsko: Dumitraş – Varga, Făgăraş, Ionescu, Czaka, Popp – I. Szabo, Kalamar, G. Szabo – Pană, Florescu, Ştefanov – Texe, Biro, Başa – Moiş.
 Rakousko -  Polsko 2:7 (1:0, 1:2, 0:5)
28. března 1967 – Vídeň (Wiener Stadthalle)

Branky Rakouska: 19:40 Kalt, 39:20 Felfernig

Branky Polska: 33:18 Wilczek, 38:30 E. Nowak, 48:45 E. Nowak, 49:40 A. Fonfara, 55:48 Manowski, 55:58 Białynicki-Birula, 59:57 A. Fonfara

Rozhodčí: Ove Dahlberg (SWE), Rene Keller (FRG)

Vyloučení: 4:4 navíc Puschnig na 10 min.

Využití přesilovek: 1:1
Rakousko: Pregl – Felfernig, Schager, Knoll, E. Mössmer, J. Mössmer – Kalt, Sepp Puschnig, Bachler – Schupp, Kirchbaumer, Schwitzer – König, Znenahlik, Weingartner – Kakl.
Polsko: Tkacz – Robert Góralczyk, Sitko, Szlapa, Ludwik Czachowski – Kilanowicz, Józef Stefaniak, Źurawski – A. Fonfara, Wilczek, K. Fonfara – Manowski, Białynicki-Birula, Komorski – E. Nowak.

## MS Skupina C
|    |            | JPN  | BUL  | DEN  | FRA  | NED  | V | R | P | Skóre | B |
| 1. | Japonsko   | ***  | 8:2  | 11:2 | 7:2  | 20:2 | 4 | 0 | 0 | 46:8  | 8 |
| 2. | Bulharsko  | 2:8  | ***  | 2:4  | 3:2  | 10:3 | 2 | 0 | 2 | 17:17 | 4 |
| 3. | Dánsko     | 2:11 | 4:2  | ***  | 5:2  | 8:9  | 2 | 0 | 2 | 19:24 | 4 |
| 4. | Francie    | 2:7  | 2:3  | 2:5  | ***  | 12:6 | 1 | 0 | 3 | 18:21 | 2 |
| 5. | Nizozemsko | 2:20 | 3:10 | 9:8  | 6:12 | ***  | 1 | 0 | 3 | 20:50 | 2 |

 Bulharsko –  Nizozemsko 10:3 (3:2, 4:0, 3:1)
19. března 1967 – Vídeň (Donaupark-WIG Halle)

Branky Bulharska: 1:04 Gerasimov, 1:54 Lesev, 13:54 Kalev, 31:17 Gerasimov, 32:12 Kalev, 32:33 Ž. Botev, 34:51 Nedjalkov, 40:28 Gerasimov, 48:31 Nikolov, 49:46 Ž. Botev

Branky Nizozemska: 8:33 Ooms, 8:48 Ooms, 42:58 R. Bakker

Rozhodčí: Turceanu (ROM), ???

Vyloučení: 2:4

Využití přesilovek: 0:0
Bulharsko: A. Iliev – Šumakov, G. Iliev, Jončev, A. Dimitrov, Nikolov – D. Lazarov, Kalev, Topalski – Gerasimov, Nedjalkov, Lesev – Dimov, P. Mihailov, Ž. Botev – I. Bačvarov.
Nizozemsko: de Witt (van Esch) – Klein, C. van Dijk, van Dommelen, Ooms – Roomer, Manuel, R. Bakker – L. van Dijk, van Oel, Simons – Gentis, de Groot, Christiaans.
 Japonsko -  Dánsko 11:2 (3:0, 3:1, 5:1)
19. března 1967 – Vídeň (Donaupark-WIG Halle)

Branky Japonska: 4:35 Kurokawa, 5:35 Kurokawa, 18:49 Kurokawa, 23:24 Kurokawa, 35:49 Matsuda, 37:38 Matsuda, 40:17 T. Kaneiri, 43:37 Tanno, 45:59 Matsuda, 51:08 Kurokawa, 59:44 K. Kaneiri

Branky Dánska: 23:55 Schack, 52:48 Fabricius

Rozhodčí: Boris Cebulj (YUG), Adolf Kuhnert (AUT)

Vyloučení: 3:7 navíc Hikigi na 10 min.

Využití přesilovek: 3:1
Japonsko: Morishima – Toriyabe, T. Kaneiri, Asai, M. Sato, Nakano – Kurokawa, Hikigi, Okajima – Iwamoto, Ebina, Araki – Suzuki, Matsuda, K. Kaneiri, Tanno.
Dánsko: H. Andreasen – Maltesen, Borch, Møller, P. Hansen, Juul-Jensen – Høybye, Bjerrum, Schack – F. Johansen, Hamann, Gautier – Fabricius, Søndergaard, A. Petersen – Palsgaard.
 Francie -  Bulharsko 2:3 (0:1, 1:1, 1:1)
20. března 1967 – Vídeň (Donaupark-WIG Halle)

Branky Francie: 33:48 Eymard, 41:01 Bozon

Branky Bulharska: 13:59 P. Mihailov, 23:20 I. Bačvarov, 50:40 Lesev

Rozhodčí: Franz Moser (AUT), Willy Valentin (AUT)

Vyloučení: 9:8

Využití přesilovek: 0:2
Francie: Deschamps – Paupardin, Lacarrière, Dufour, Gillaz, R. Blanchard – Bozon, Caux, Guennelon – Faucomprez, Lèpre, Itzicsohn – Eymard, Pourtanel, Mazza – Laplassotte.
Bulharsko: A. Iliev – Šumakov, G. Iliev, Jončev, A. Dimitrov, Nikolov – D. Lazarov, Kalev, Topalski – Gerasimov, Nedjalkov, Lesev – Dimov, P. Mihailov, Ž. Botev – I. Bačvarov.
 Bulharsko -  Japonsko 2:8 (0:2, 1:3, 1:3)
22. března 1967 – Vídeň (Donaupark-WIG Halle)

Branky Bulharska: 35:11 I. Bačvarov, 44:08 Topalski

Branky Japonska: 9:34 K. Kaneiri, 11:10 Toriyabe, 20:17 Hikigi, 37:18 Kurokawa, 38:38 Toriyabe, 43:50 Matsuda, 49:33 Asai, 51:40 Kurokawa

Rozhodčí: Pentti Isotalo (FIN), ???

Vyloučení: 6:4

Využití přesilovek: 0:3
Bulharsko: A. Iliev – A. Dimitrov, G. Iliev, Jončev, Šumakov, D. Lazarov – Ž. Botev, Lesev, Topalski – Nikolov, P. Mihailov, Nedjalkov – Dimov, I. Bačvarov, Kalev – Gerasimov.
Japonsko: Morishima (Ohtsubo) – Toriyabe, T. Kaneiri, Asai, M. Sato, Nakano – Kurokawa, Tanno, Okajima – Suzuki, Hikigi, Ito – Iwamoto, Ebina, Matsuda – K. Kaneiri.
 Francie -  Nizozemsko 6:12 (1:6, 4:0, 1:6)
22. března 1967 – Vídeň (Donaupark-WIG Halle)

Branky Francie: 10:44 Ooms, 22:53 R. Bakker, 24:10 Ooms, 31:40 Simons, 32:39 Ooms, 45:08 Faucomprez

Branky Nizozemska: 7:06 Caux, 7:34 Bozon, 11:22 Bozon, 11:46 Itzicsohn, 14:48 Guennelon, 18:19 Mazza, 45:20 C. van Dijk, 50:30 Lacarrière, 51:47 Itzicsohn, 54:41 Caux, 56:07 Mazza, 59:33 Eymard

Rozhodčí: Adolf Kuhnert (AUT), Borje Johannesson (NOR)

Vyloučení: 7:3 navíc Ooms na 5 min a Lacarrière na 10 min.

Využití přesilovek: 0:2

Branky v oslabení: 0:1
Nizozemsko: van Esch – Klein, C. van Dijk, van Dommelen, Roomer – L. van Dijk, Manuel, R. Bakker – Simons, Gentis, Ooms – van Oel, de Groot, Christiaans.
Francie: Deschamps – Paupardin, Lacarrière, Dufour, R. Blanchard – Faucomprez, Lèpre, Itzicsohn – Bozon, Caux, Guennelon – Eymard, Pourtanel, Mazza – Laplassotte.
 Dánsko -  Francie 5:2 (0:0, 2:1, 3:1)
23. března 1967 – Vídeň (Donaupark-WIG Halle)

Branky Dánska: 27:04 Bjerrum, 35:59 Borch, 49:59 Gautier, 51:11 Søndergaard, 51:43 Hamann

Branky Francie: 34:06 Lacarrière, 54:12 Bozon

Rozhodčí: Turceanu (ROM), Boris Cebulj (YUG)

Vyloučení: 10:5

Využití přesilovek: 1:1

Branky v oslabení: 1:0
Dánsko: B. Hansen – Maltesen, P. Hansen, Møller, Juul-Jensen, Borch – Søndergaard, Bjerrum, Høybye – Fabricius, Gautier, Palsgaard – F. Johansen, Hamann, A. Petersen – Schack.
Francie: Deschamps – Paupardin, Lacarrière, Dufour, R. Blanchard – Faucomprez, Lèpre, Itzicsohn – Bozon, Caux, Guennelon – Eymard, Pourtanel, Mazza – Laplassotte.
 Dánsko -  Nizozemsko 8:9 (3:3, 2:2, 3:4)
26. března 1967 – Vídeň (Donaupark-WIG Halle)

Branky Dánska: 2:11 Høybye, 14:08 Schack, 19:22 Bjerrum, 23:19 Schack, 31:13 Søndergaard, 45:50 A. Petersen, 49:04 Høybye, 52:55 Bjerrum

Branky Nizozemska: 7:10 Simons, 19:13 R. Bakker, 19:58 Gentis, 21:16 Simons, 37:11 R. Bakker, 40:15 Ooms, 43:37 Simons, 44:16 R. Bakker, 45:51 Simons

Rozhodčí: Zdeněk Kořínek (TCH), Patrice Prevost (FRA)

Vyloučení: 6:11 navíc Fabricius a Roomer na 10 min.

Využití přesilovek: 1:1

Branky v oslabení: 1:1
Dánsko: B. Hansen (H. Andreasen) – Maltesen, P. Hansen, Møller, Juul-Jensen, Borch – Søndergaard, Bjerrum, Høybye – Fabricius, Gautier, Palsgaard – F. Johansen. Hamann, A. Petersen – Schack.
Nizozemsko: van Esch – Klein, C. van Dijk, van Dommelen, Roomer – L. van Dijk, Manuel, R. Bakker – Simons, Gentis, Ooms – van Oel, Christiaans, de Groot.
 Francie -  Japonsko 2:7 (0:1, 2:4, 0:2)
26. března 1967 – Vídeň (Donaupark-WIG Halle)

Branky Francie: 22:39 Lèpre, 33:45 Faucomprez

Branky Japonska: 10:55 Hikigi, 24:19 Matsuda, 25:07 Kurokawa, 25:14 Kurokawa, 28:20 K. Kaneiri, 48:10 Iwamoto, 48:58 Okajima

Rozhodčí: Anatolij Seglin (URS), Turceanu (ROM)

Vyloučení: 1:5

Využití přesilovek: 0:0
Francie: Deschamps (Sozzi) – Gillaz, Lacarrière, Dufour, R. Blanchard – Lèpre, Caux, Itzicsohn – Faucomprez, Bozon, Eymard – Mazza, Pourtanel, Laplassotte.
Japonsko: Morishima – Toriyabe, T. Kaneiri, Asai, M. Sato, Nakano – Kurokawa, Hikigi, Ito – Okajima, Iwamoto, Ebina – Suzuki, Matsuda, K. Kaneiri – Tanno.
  Bulharsko -  Dánsko 2:4 (0:0, 1:2, 1:2)
27. března 1967 – Vídeň (Donaupark-WIG Halle)

Branky Bulharska: 29:31 I. Bačvarov, 46:55 P. Mihailov

Branky Dánska: 27:06 Gautier, 34:36 F. Johansen, 54:26 Hamann, 59:35 Bjerrum

Rozhodčí: Pentti Isotalo (FIN), ???

Vyloučení: 6:3 navíc Gerasimov na 10 miin.

Využití přesilovek: 0:3

Branky v oslabení: 1:0
Bulharsko: A. Iliev – Šumakov, G. Iliev, Jončev, A. Dimitrov, D. Lazarov – Kalev, Topalski, Gerasimov – Nedjalkov, Lesev, Dimov – P. Mihailov, Ž. Botev, I. Bačvarov – Nikolov.
Dánsko: H. Andreasen – Maltesen, Juul-Jensen, Møller, P. Hansen, Borch – Fabricius, Bjerrum, Høybye – F. Johansen, Hamann, A. Petersen – Søndergaard, Gautier, Palsgaard – Schack.
 Japonsko -  Nizozemsko 20:2 (4:1, 7:1, 9:0)
28. března 1967 – Vídeň (Donaupark-WIG Halle)

Branky Japonska: 4:48 Hikigi, 6:03 M. Sato, 13:08 Hikigi, 18:45 Kurokawa, 21:13 Okajima, 28:40 K. Kaneiri, 28:58 Matsuda, 30:28 Kurokawa, 31:46 Ebina, 35:14 Ito, 38:04 Okajima, 41:15 Okajima, 45:07 Kurokawa, 45:26 Kurokawa, 47:26 Ebina, 51:20 Toriyabe, 55:14 Ito, 57:37 Okajima, 58:18 K. Kaneiri, 59:58 M. Sato

Branky Nizozemska: 6:31 R. Bakker, 34:09 Manuel

Rozhodčí: Boris Cebulj (YUG), ???

Vyloučení: 3:4 navíc Manuel a R. Bakker na 10 min.

Využití přesilovek: 3:0
Japonsko: Morishima – Toriyabe, T. Kaneiri, Asai, M. Sato, Nakano – Kurokawa, Hikigi, Ito – Okajima, Iwamoto, Ebina – Suzuki, Matsuda, K. Kaneiri – Tanno.
Nizozemsko: van Esch – van Dommelen, C. van Dijk, Klein, Roomer – R. Bakker, van Oel, Manuel – Simons, Gentis, Ooms – Christiaans, de Groot.